# Opisthoncus albiventris
Opisthoncus albiventris är en spindelart som beskrevs av Koch L. 1881. Opisthoncus albiventris ingår i släktet Opisthoncus och familjen hoppspindlar. Inga underarter finns listade i Catalogue of Life.